# Elke Lindemeyer
Elke Lindemeyer (* 30. Juli 1956 in Halberstadt; † 4. April 1996) war eine deutsche Vorderasiatische Archäologin.
Elke Lindemeyer studierte ab 1977 Ur- und Frühgeschichte an der Humboldt-Universität zu Berlin. Schon früh spezialisierte sie sich auf die Vorderasiatische Archäologie. In ihrer Diplomarbeit widmete sie sich den Bestattungsriten Vorderasiens vom 10. bis 6. Jahrtausend v. Chr. 1982 wurde sie wissenschaftliche Mitarbeiterin des Zentralinstituts für Alte Geschichte und Archäologie der Akademie der Wissenschaften der DDR, wo sie sich auch vorrangig mit der Vorderasiatischen Archäologie befasste. An der Akademie wurde Lindemeyer 1989 mit der Arbeit Untersuchungen zur Siedlungsgeschichte Syriens vom 8. bis Ende des 3. Jahrtausends v.u.Z. promoviert. In den Wirren der Wende wurde die geplante Veröffentlichung der Dissertation in zwei Bänden nicht realisiert. Nach der Wende hatte sie ab 1990 die Möglichkeit an Ausgrabungen im syrischen Abu Hagaira teilzunehmen. Zudem bearbeitete sie mit Lutz Martin die Kleinfunde aus Uruk, die sich im Vorderasiatischen Museum in Berlin befinden. Von 1994 bis zu ihrem Tod war sie am Lehrstuhl für Ur- und Frühgeschichte der Humboldt-Universität angestellt. Sie erlag in ihrem 40. Lebensjahr einem Krebsleiden.

## Schriften
- Untersuchungen zur Siedlungsgeschichte Syriens vom 8. bis Ende des 3. Jahrtausends v.u.Z. Dissertation, Akademie der Wissenschaften der DDR, Berlin 1989.
- mit Lutz Martin: Uruk. Kleinfunde. 3: Kleinfunde im Vorderasiatischen Museum zu Berlin. von Zabern, Mainz 1993, ISBN 3-8053-1546-5 (Ausgrabungen in Uruk-Warka, Band 9).